# ارنی کوسی
ارنی کوسی (انگلیسی: Ernie Cooksey; ۱۱ ژوئن ۱۹۸۰ – ۳ ژوئیهٔ ۲۰۰۸) بازیکن فوتبال اهل بریتانیا بود.
از باشگاه‌هایی که در آن بازی کرده‌است می‌توان به باشگاه فوتبال کراولی تاون، باشگاه فوتبال اولدهام اتلتیک، باشگاه فوتبال چشام یونایتد، باشگاه فوتبال کولچستر یونایتد، باشگاه فوتبال روچدیل، باشگاه فوتبال بیشاپس استورتفورد، باشگاه فوتبال هیبریج، باشگاه فوتبال بوستون یونایتد، باشگاه فوتبال بروملی، و باشگاه فوتبال گرایس اتلتیک اشاره کرد.